# Tammy (film)
A Tammy (eredeti cím: Tammy) 2014-ben bemutatott amerikai filmvígjáték, melyet Ben Falcone rendezett. A film társproducere, forgatókönyvírója és címszereplője Melissa McCarthy, egyéb szerepekben Susan Sarandon, Allison Janney, Gary Cole, Mark Duplass, Nat Faxon, Toni Collette, Sandra Oh, Dan Aykroyd és Kathy Bates tűnik fel.
Az Amerikai Egyesült Államokban 2014. július 2-án debütált a mozikban a Warner Bros. forgalmazásában. Bár a 20 milliós költségvetésből készült film anyagilag sikeres lett 100 millió dolláros összbevételével, lesújtó kritikákat kapott. A 35. Arany Málna-gálán McCarthy és Sarandon is jelöléseket szerzett, mint legrosszabb női főszereplő, illetve női mellékszereplő.
A film címszereplője utazásra indul alkoholista és trágár nagyanyjával, miután megtudja, hogy férje megcsalta.

## Cselekmény
Tammy, a főszereplő egy nap elveszíti gyorséttermi munkáját, emellett arra is rájön, hogy férje hűtlen hozzá. Ezért úgy dönt, hogy elhagyja férjét: összepakolja legszükségesebb holmijait, és kölcsönkéri szülei autóját, de anyja nem hajlandó neki odaadni a járművet. Alkoholproblémákkal küszködő nagyanyja viszont igen, de csak azzal a feltétellel, hogy ő is vele tarthat. Bár Tammy nem így tervezte az elutazást, mégis nekivágnak az országútnak, ezután pedig különféle kalandokba keverednek.

## Szereplők
| Színész          | Szerep                                             | Magyar hang     |
| ---------------- | -------------------------------------------------- | --------------- |
| Melissa McCarthy | Tammy Banks                                        | Börcsök Enikő   |
| Susan Sarandon   | Pearl Balzen, Tammy nagyanyja                      | Andresz Kati    |
| Kathy Bates      | Lenore, Pearl unokatestvére                        | Molnár Piroska  |
| Allison Janney   | Deb, Tammy anyja                                   | Nyakó Júlia     |
| Dan Aykroyd      | Don, Tammy apja                                    | Törköly Levente |
| Mark Duplass     | Bobby Tillman, Tammy szerelme                      | Rába Roland     |
| Gary Cole        | Earl Tillman, Bobby apja és Pearl szerelme         | Rosta Sándor    |
| Nat Faxon        | Greg Banks, Tammy férje                            | Nagypál Gábor   |
| Toni Collette    | Missi Jenkins, Banksék szomszédja és Greg szerelme | Román Judit     |
| Sandra Oh        | Susanne, Lenore felesége                           | Pálmai Anna     |
| Ben Falcone      | Keith Morgan, Tammy főnöke                         | Polgár Péter    |
| Sarah Baker      | Becky                                              | Márton Eszter   |
| Rich Williams    | Larry                                              | Szokolay Ottó   |

## Fordítás
- Ez a szócikk részben vagy egészben  a   Tammy (film) című angol Wikipédia-szócikk fordításán alapul.  Az eredeti cikk szerkesztőit annak laptörténete sorolja fel. Ez a jelzés csupán a megfogalmazás eredetét és a szerzői jogokat jelzi, nem szolgál a cikkben szereplő információk forrásmegjelöléseként.